# Aldo Ciccolini
Aldo Ciccolini (Nápoles, 15 de agosto de 1925 — Asnières-sur-Seine, 1 de fevereiro de 2015) foi um pianista italiano naturalizado francês .

## Biografia
Nasceu em Nápoles, onde iniciou sua carreira interpretando no Teatro San Carlo, aos 16 anos de idade. Em 1949, ele venceu a competição de Marguerite Long-Jacques Thibaud em Paris. Tornou-se um cidadão francês em 1971, e mais tarde ensinou no Conservatório Nacional Superior de Música e Dança de Paris, de 1970 a 1988. Entre seus alunos incluem Fabio Mengozzi, Jean-Marc Savelli, Jean-Yves Thibaudet e Jean-Luc Kandyoti.
Ciccolini é também conhecido por suas interpretações de música para piano. Gravou principalmente músicas de compositores franceses como Maurice Ravel, Claude Debussy e Erik Satie, Déodat de Séverac, Jules Massenet, Charles-Valentin Alkan e Alexis de Castillon.
Ciccolini interpretou músicas de Franz Liszt. Ele fez centenas de gravações para a EMI-Pathé Marconi e outras gravadoras, incluindo ciclos completos das sonatas de Wolfgang Amadeus Mozart e Ludwig van Beethoven e as obras para piano completos de Erik Satie.
Em 9 de dezembro de 1999 Ciccolini comemorou 50 anos de carreira na França com um recital no Théâtre des Champs-Élysées, em Paris.
Em 2002, Ciccolini foi agraciado com o Diapason d'or pela gravação da obra completa para piano de Leos Janacek. Seu ciclo completo de sonatas de Beethoven foi republicado sob o selo Cascavelle em 2006.
Faleceu em 1 de fevereiro de 2015, aos 89 anos, em sua residência em Asnières-sur-Seine, próximo de Paris.